# 吉利银河
吉利银河是吉利汽车旗下的产品线和经销网络，而吉利汽车本身是吉利控股集团的子公司。吉利银河于2023年2月亮相，专注于新能源汽车（插电式混合动力车和纯电动车）。

## 历史
2023年2月，吉利汽车在浙江杭州举行的发布会上发布了名为吉利银河的全新产品系列，计划于2025年前推出七款车型。该产品线的定位是填补吉利几何系列与其高端品牌极氪之间的空白。其首款量产车型L7也在此次发布会上亮相，同时亮相的还有银河之光概念车。吉利银河第二款车型L6将于2023年8月在成都车展开始预售。吉利银河的第三款车型E8与发布会上展示的银河之光概念车极为相似，将于2024年1月正式推出。
2024年，吉利银河系列推出了三款车型，首先是吉利银河E5电池电动SUV，然后是有关的吉利银河星舰7插电式混合动力SUV，以及吉利星愿。 在2024年10月吉利星愿发布会上，吉利控股集团CEO淦家阅宣布，吉利几何并入吉利银河。吉利银河品牌和经销商网络中被定位为“智能精品小型车系列”。
2025年，翼真汽车并入吉利银河体系，旗下翼真L380开始在银河双网授权销售，原有的翼真展厅继续保留。

## 产品

### 当前产品
2024年10月，吉利宣布将之前所有吉利几何车型并入银河经销网络，即“B网”，而之前的吉利银河产品则成为“A网”。

#### A网
- 吉利银河L7（2023年至今），紧凑型SUV，PHEV
- 吉利银河L6（2023年至今），紧凑型轿车，PHEV
- 吉利银河E8（2024年至今），中型轿车，纯电动汽车
- 吉利银河E5（2024年至今），紧凑型SUV，纯电动汽车
- 吉利银河星舰7（2024年至今），紧凑型SUV，PHEV
- 吉利银河翼真L380（2025年至今），MPV，纯电动汽车
- 吉利银河星耀8（2025年至今），中型轿车，PHEV

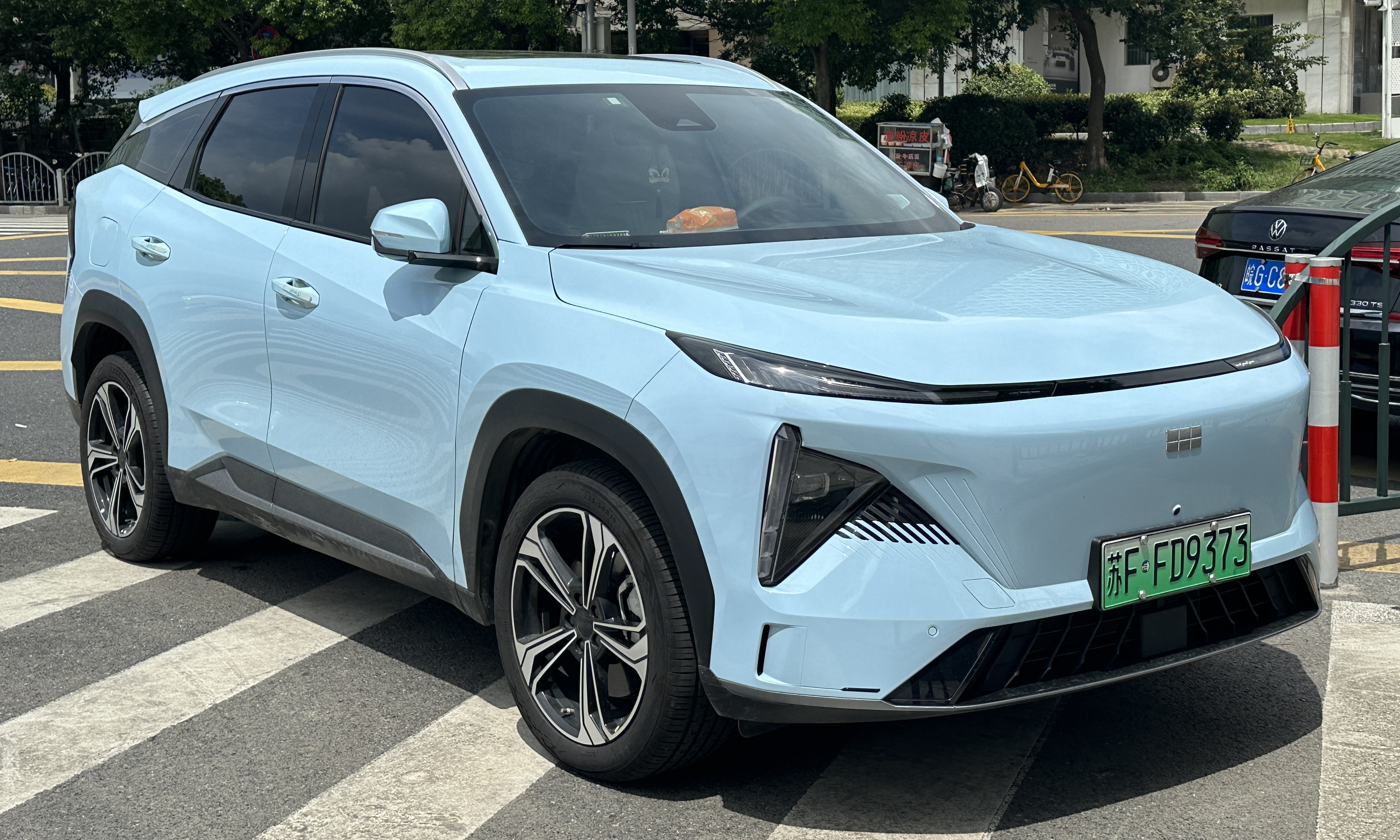
吉利银河L7
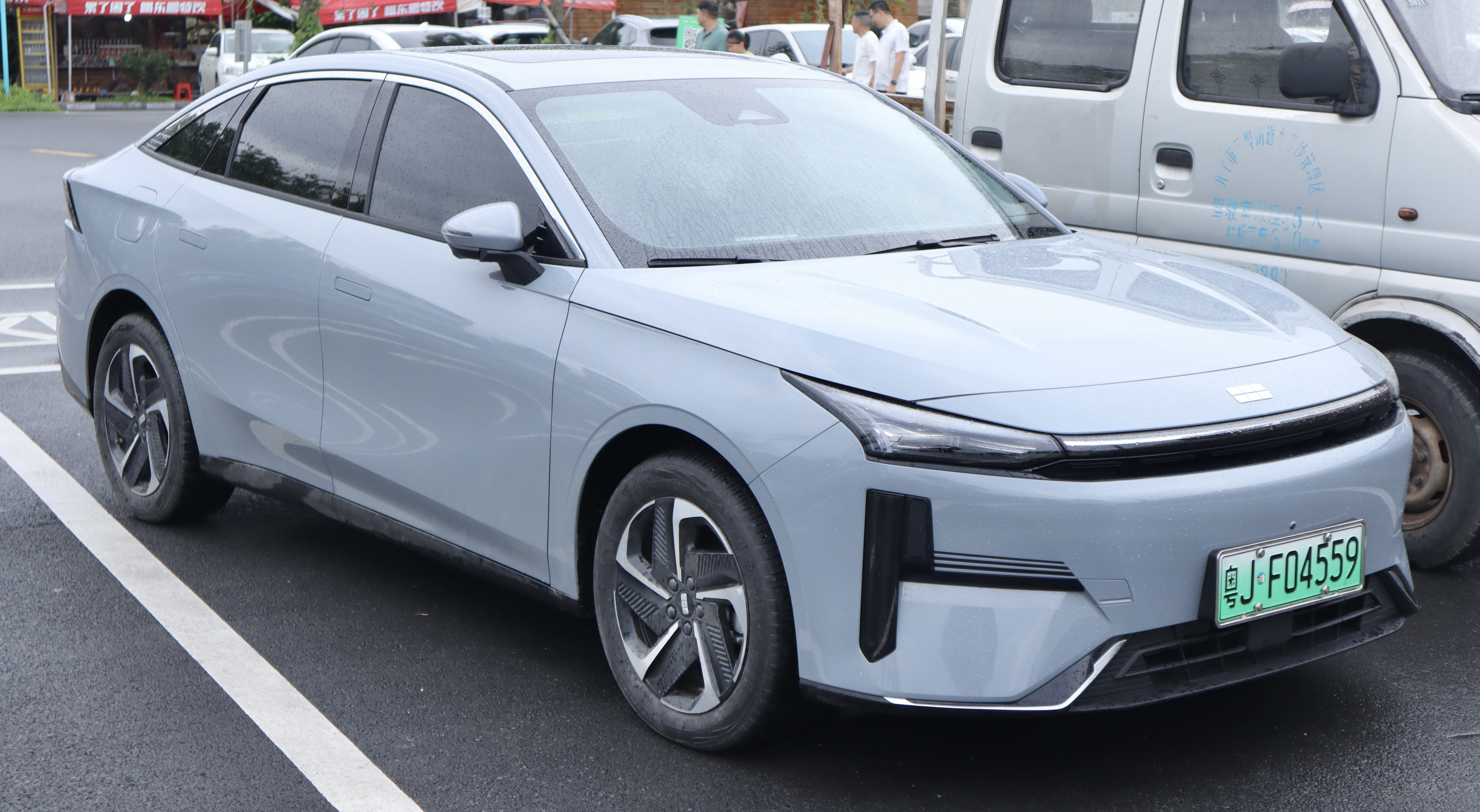
吉利银河L6
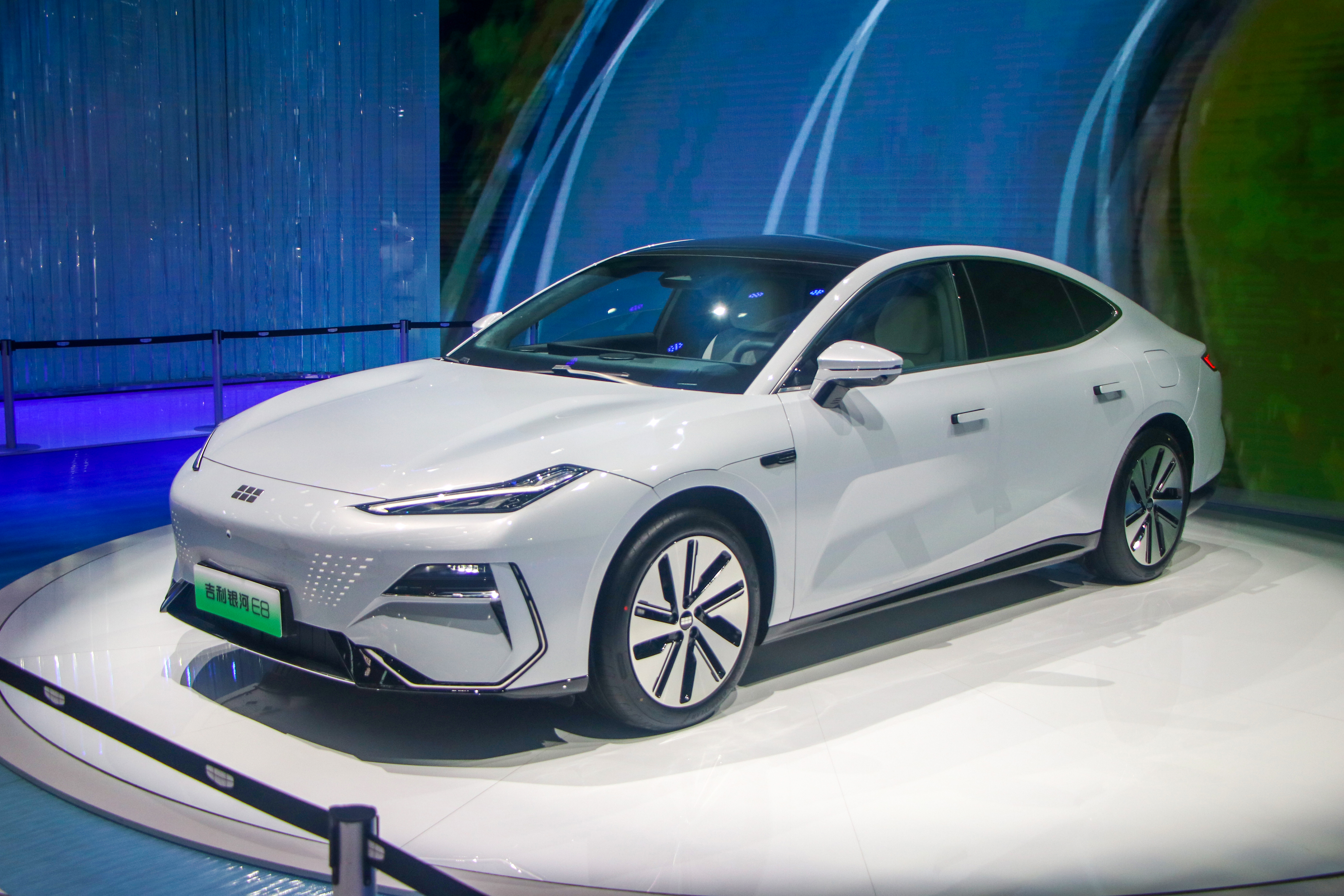
吉利银河E8
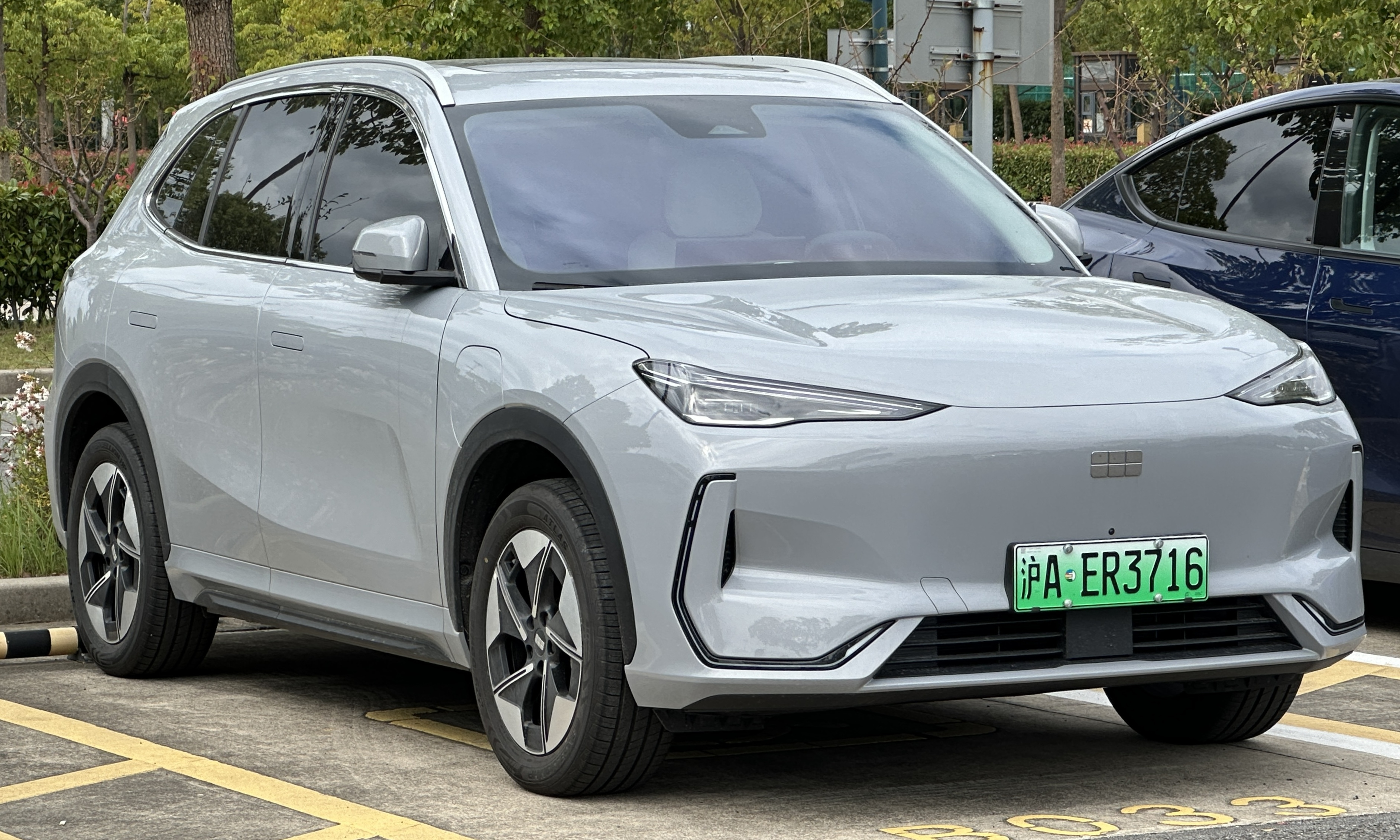
吉利银河E5
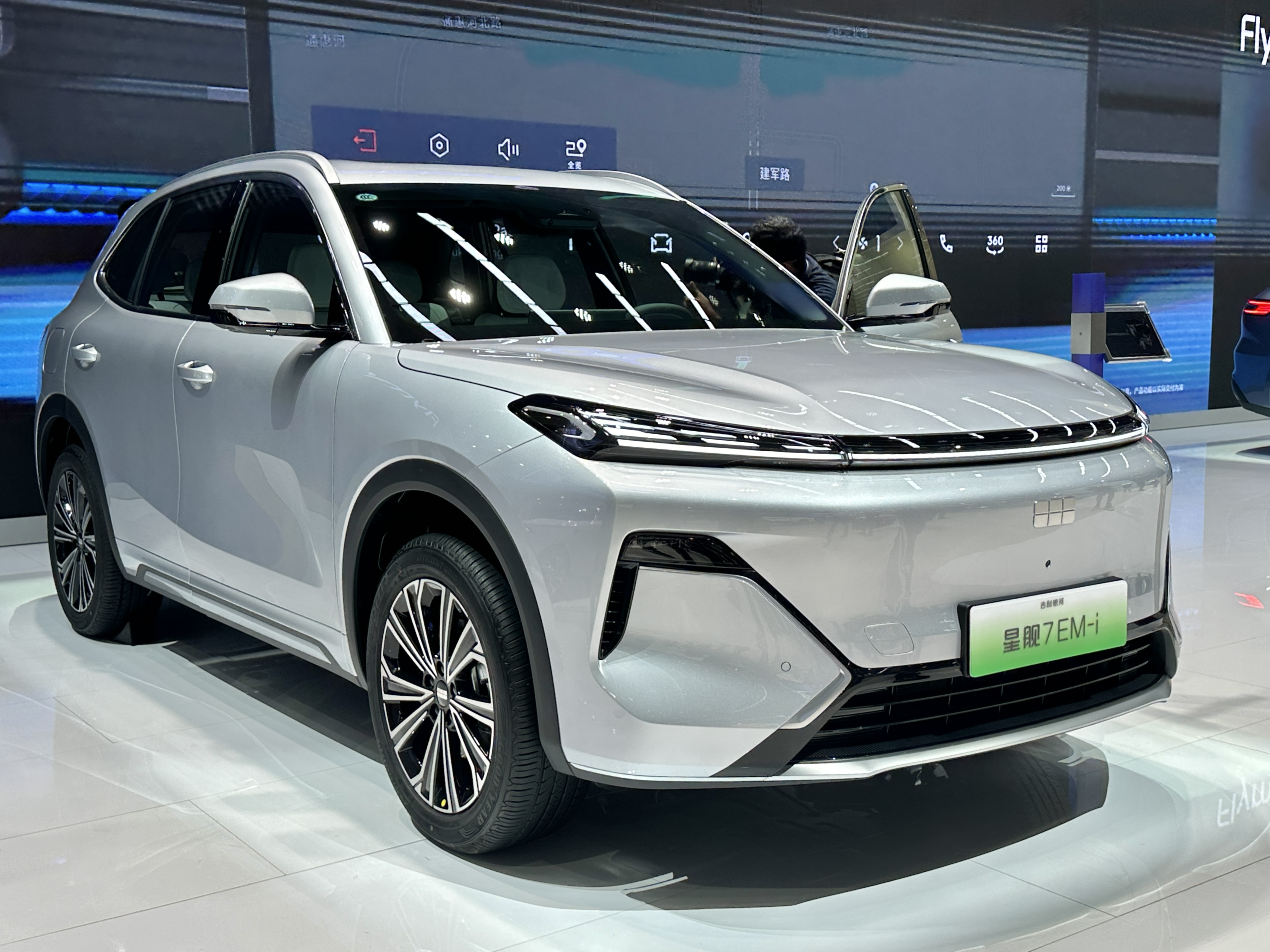
银河星舰7
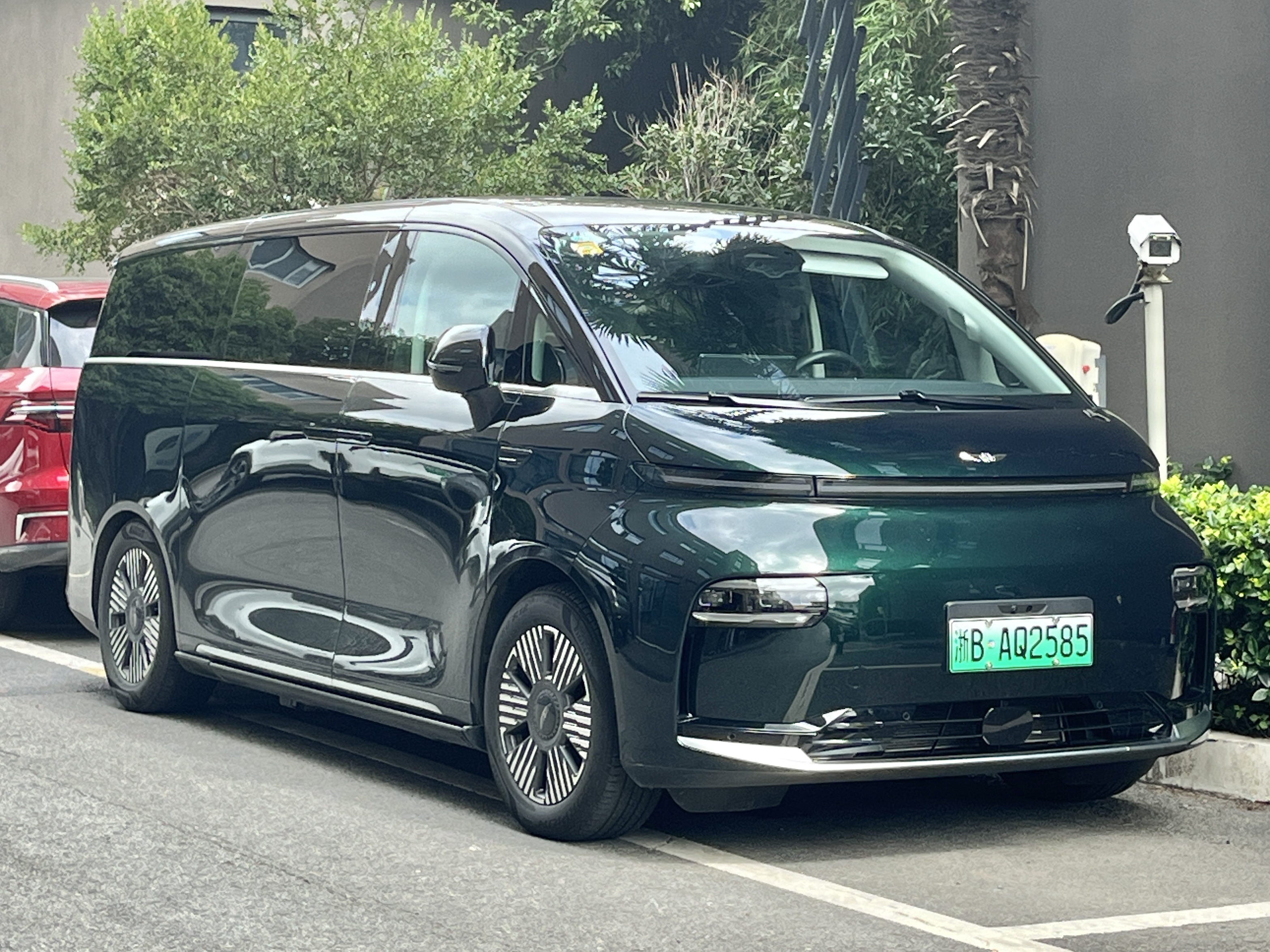
银河翼真L380

#### B网（含原吉利几何车型）
- 吉利熊猫Mini EV（2022年至今），城市车，纯电动汽车
- 吉利几何A/A Pro/G6（2019年至今），紧凑型轿车，吉利帝豪L的纯电动车型
- 吉利几何C/M6（2019年至今），紧凑型SUV，吉利帝豪S的纯电动版本
- 吉利几何E（2022年至今），超小型SUV，纯电动车
- 吉利星愿（2024年至今），小型掀背车，纯电动汽车

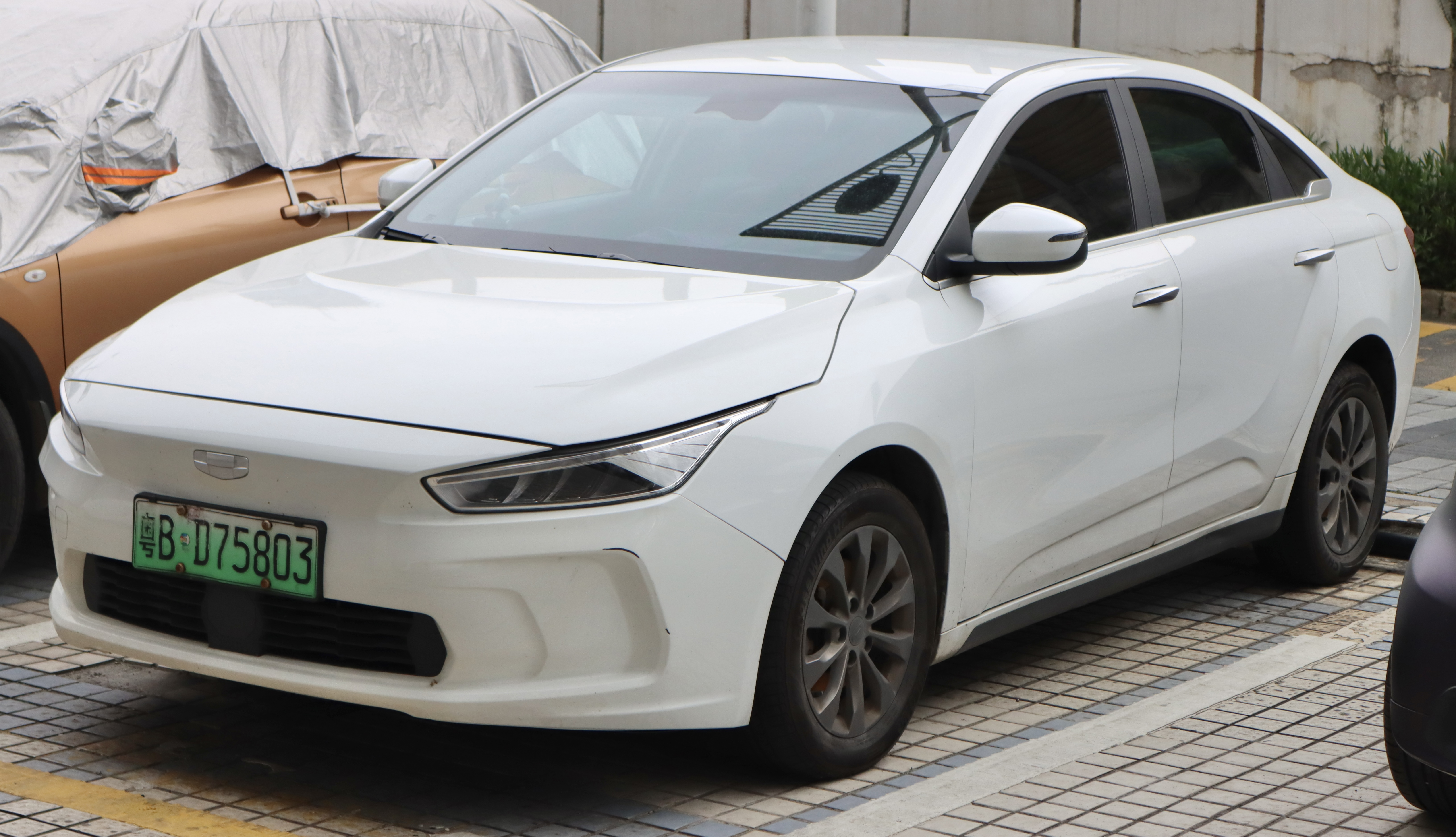
几何A
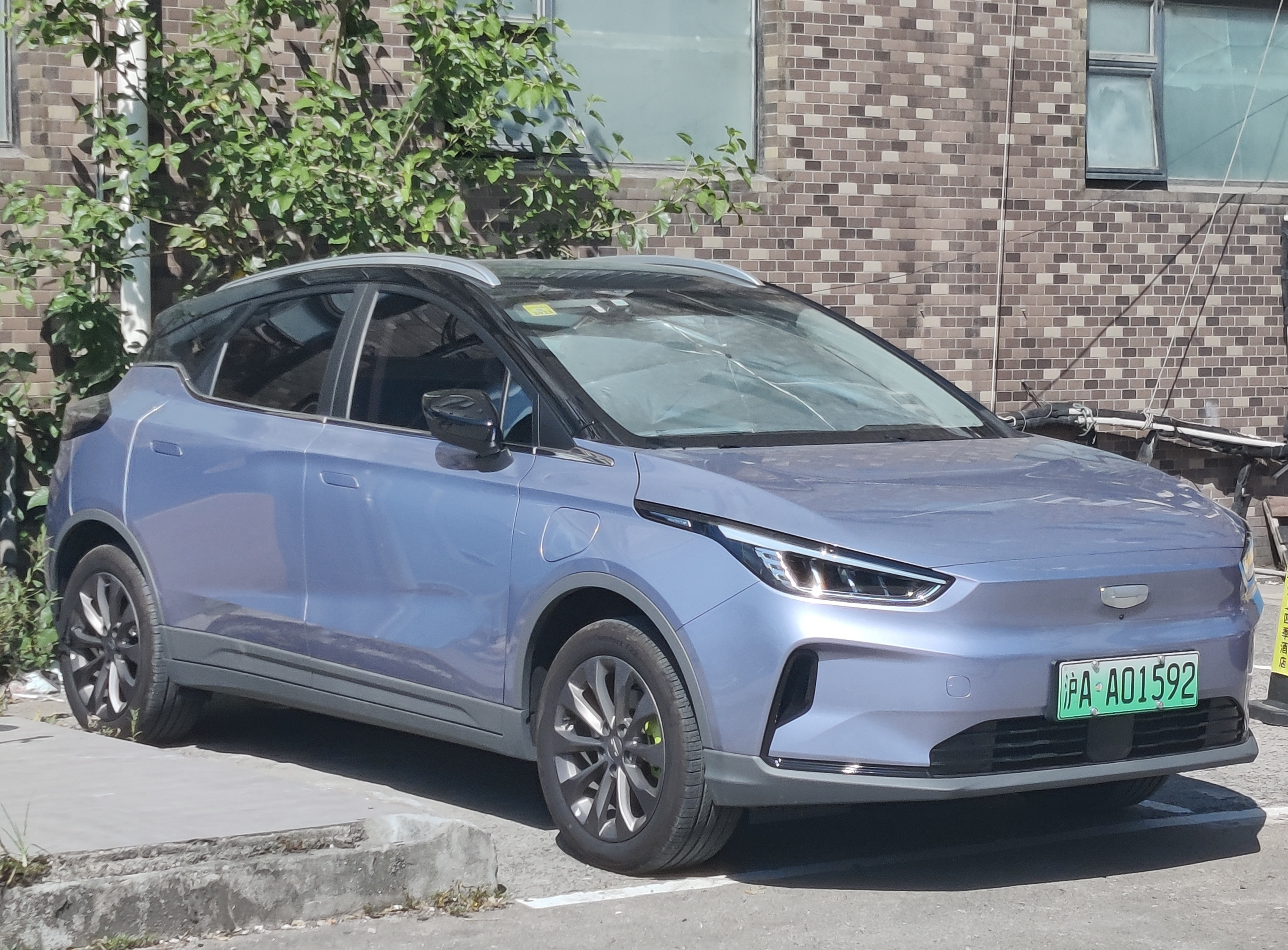
几何C
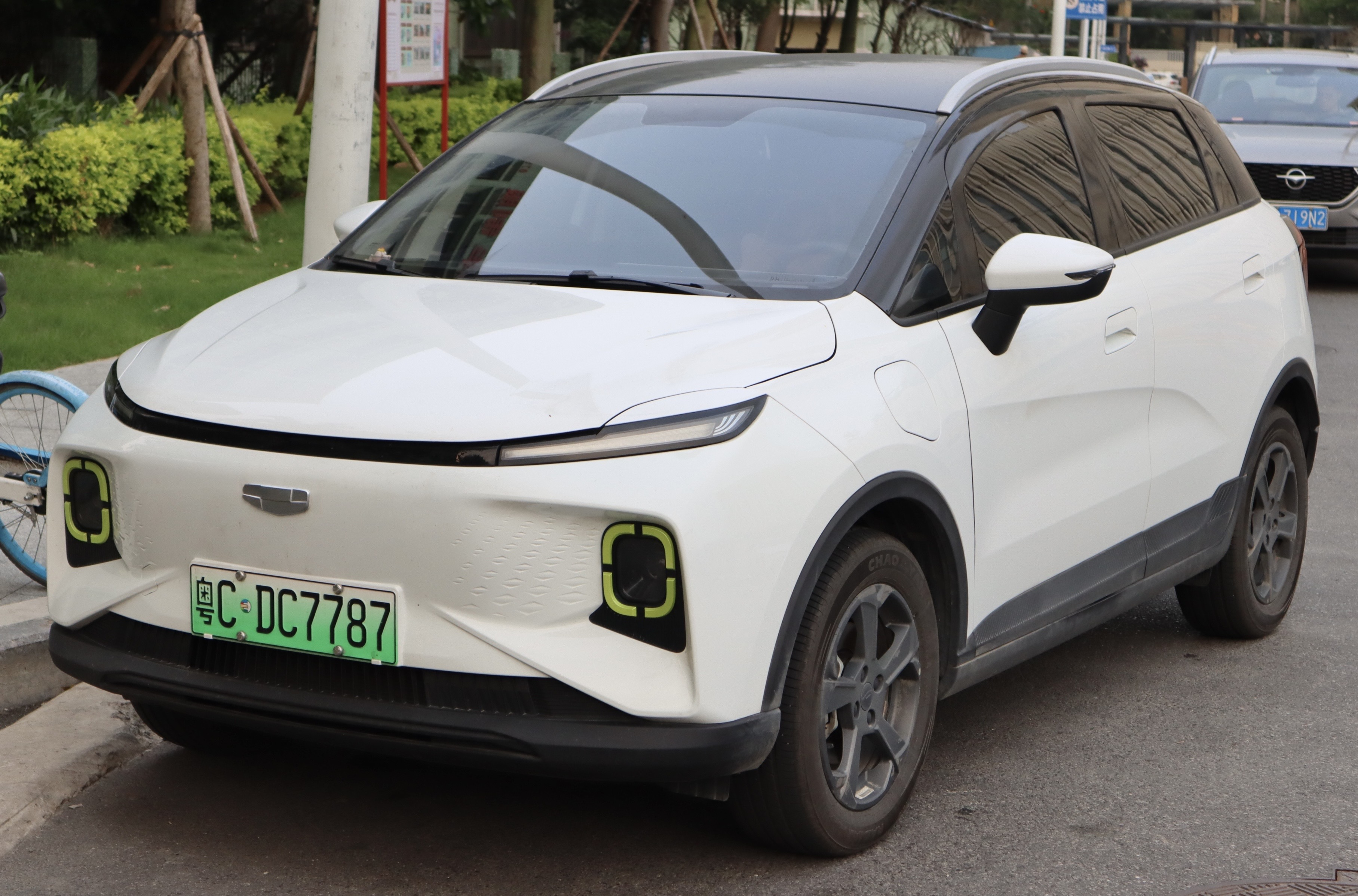
几何E
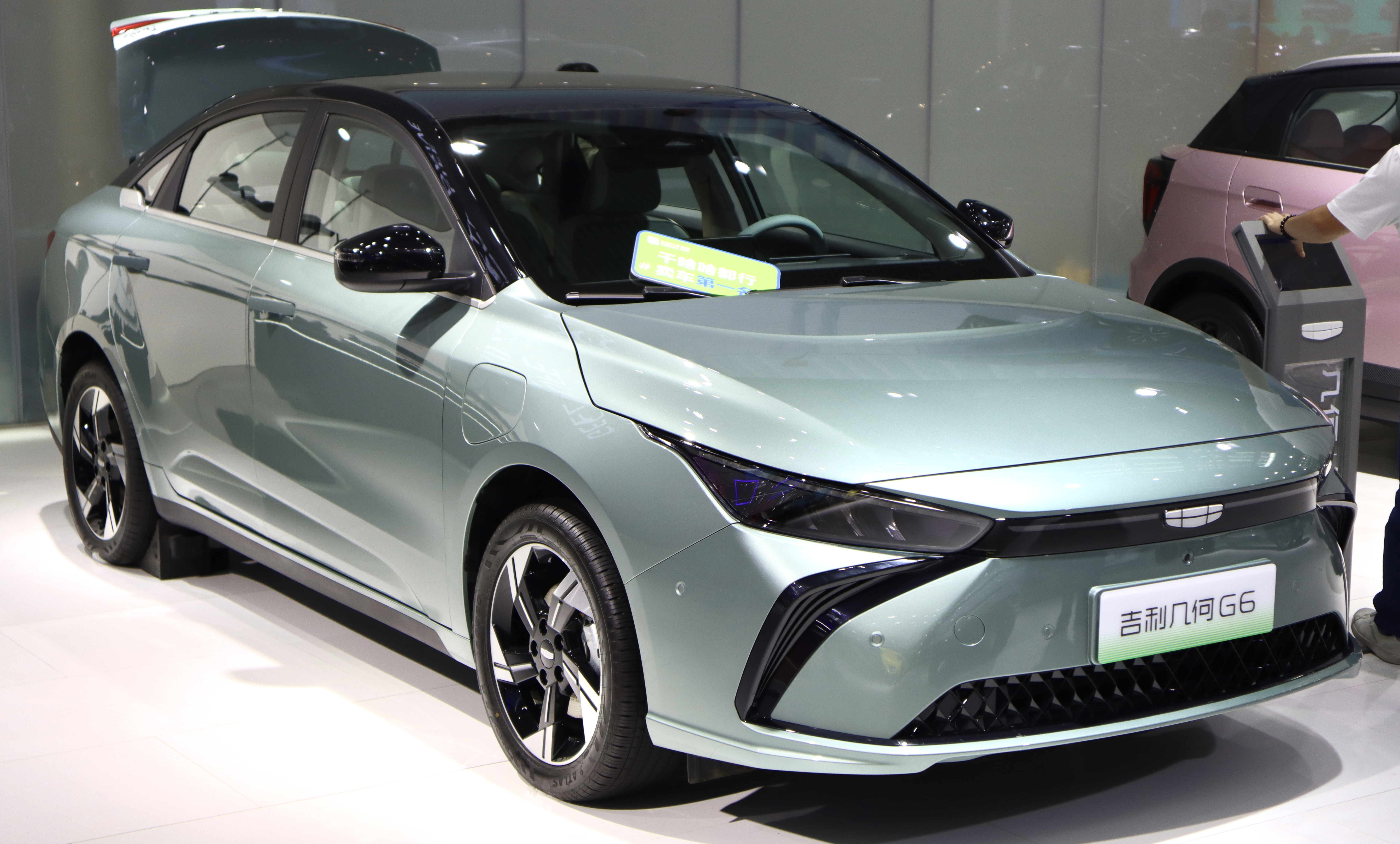
几何G6
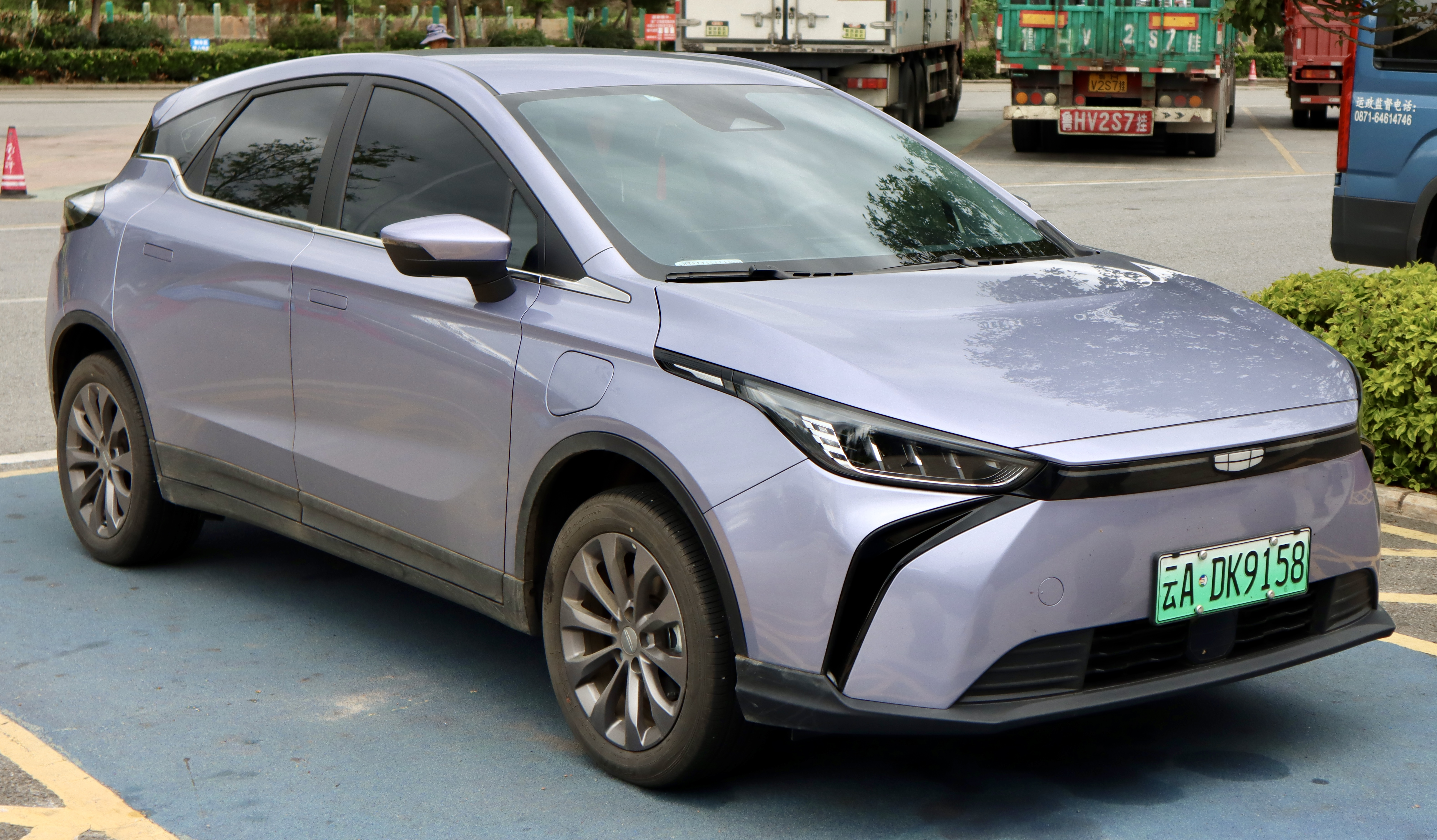
几何M6
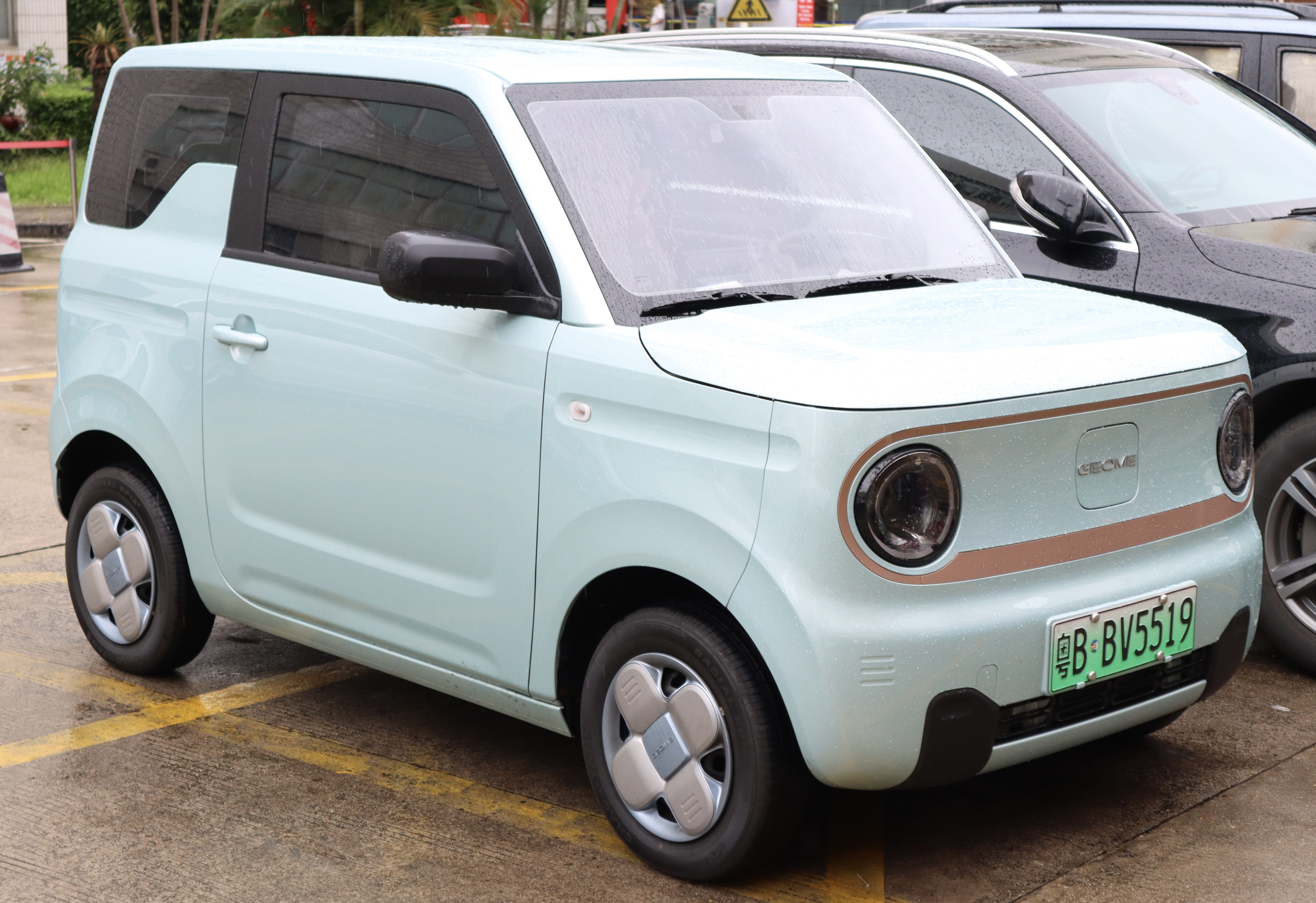
几何熊猫
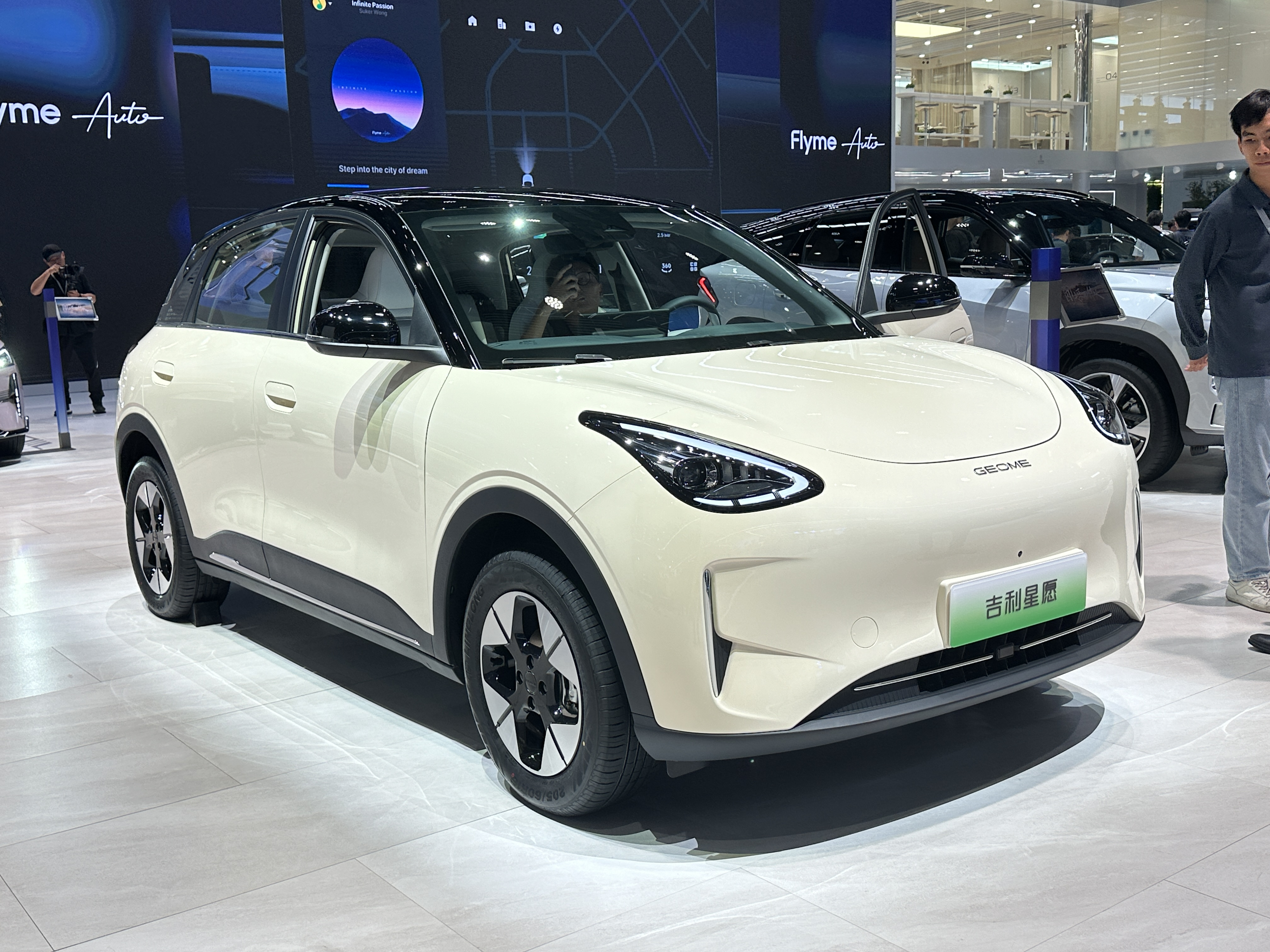
吉利星愿

### 概念车
- 吉利银河之光，中型轿车[10]
- 吉利银河星舰，全尺寸SUV

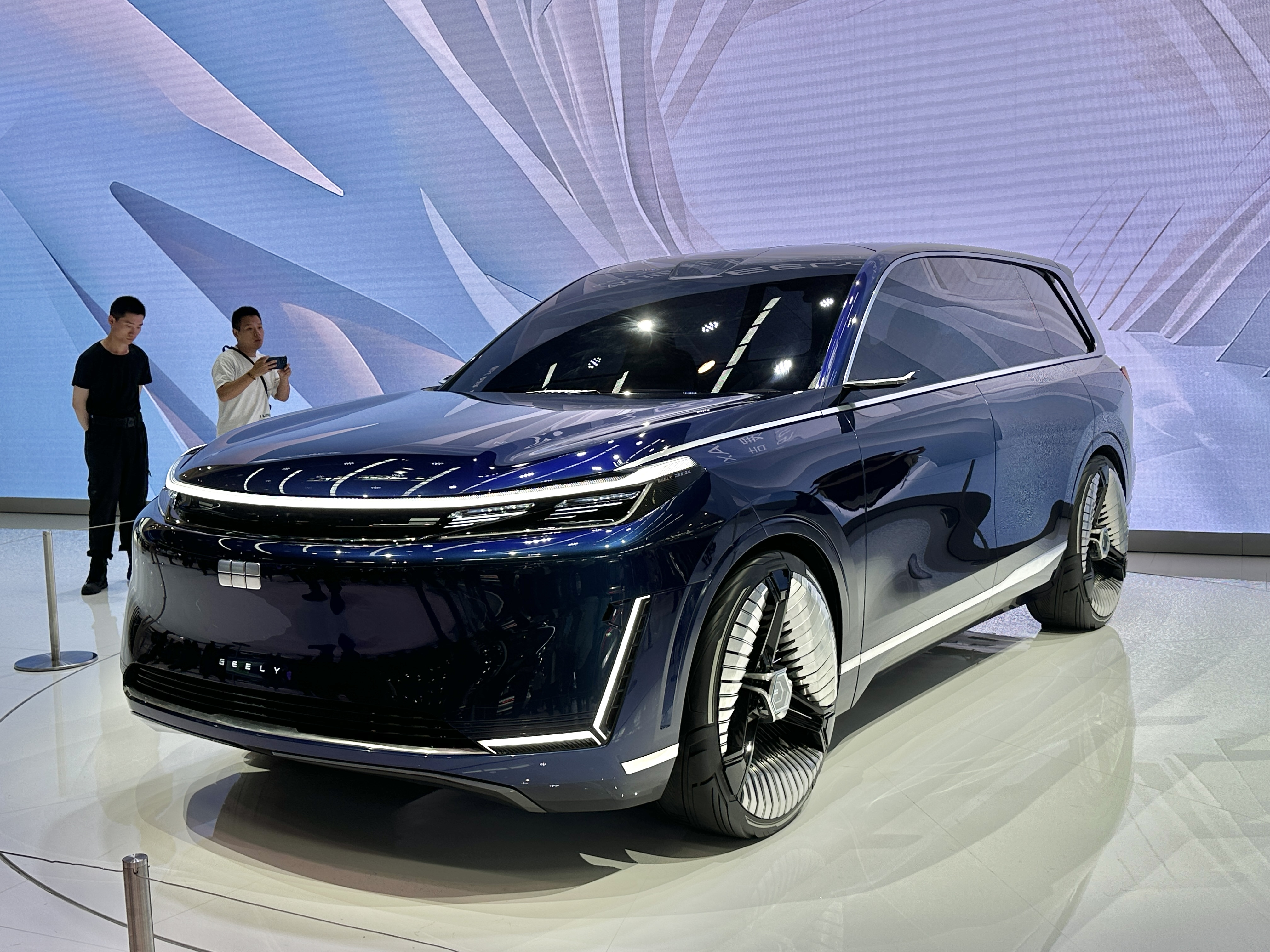
吉利银河星舰

## 侵权争议
2月28日，另一家中国车企长安汽车法务部指控吉利侵犯版权，向吉利发出了停止侵权通知书，并指控吉利银河之光概念车抄袭了多款长安汽车的设计特点。吉利否认了这些说法，并威胁要对长安采取法律行动，以回应其所谓的“虚假信息”。

## 销量
| 年份 | 销量    |
| ---- | ------- |
| 2023 | 83,497  |
| 2024 | 494,440 |